# 費耶特縣 (愛阿華州)
費耶特縣（英語：Fayette County）是美國愛荷華州東北部的一個縣。面積1,894平方公里。根據美國人口調查局2000年統計，共有人口22,088人。縣治西聯合市（West Union）。
成立於1831年12月21日。縣名是紀念美國獨立戰爭英雄、法國大革命領導者，拉法葉侯爵。